# Vitörarnas naturreservat
Vitörarnas naturreservat är ett naturreservat i Nordanstigs kommun i Gävleborgs län.
Området är naturskyddat sedan 1978 och är 51 hektar stort. Reservatet omfattar två större öar och några mindre skär och det består av klapperstensfält, strandvallar, strandängar och gles tallskog.